# Іст-Ніколаус (Каліфорнія)
Іст-Ніколаус (англ. East Nicolaus) — переписна місцевість (CDP) в США, в окрузі Саттер штату Каліфорнія. Населення — 223 особи (2020).

## Географія
Іст-Ніколаус розташований за координатами 38°54′36″ пн. ш. 121°32′40″ зх. д. / 38.91000° пн. ш. 121.54444° зх. д. (38.910020, -121.544320).  За даними Бюро перепису населення США в 2010 році переписна місцевість мала площу 11,88 км², уся площа — суходіл.

## Демографія
Згідно з переписом 2010 року, у переписній місцевості мешкало 225 осіб у 88 домогосподарствах у складі 59 родин. Густота населення становила 19 осіб/км².  Було 101 помешкання (8/км²).
Расовий склад населення:
| - 70,7 % — білих - 8,4 % — азіатів - 0,4 % — корінних американців - 18,2 % — осіб інших рас |

До двох чи більше рас належало 2,2 %. Частка іспаномовних становила 21,8 % від усіх жителів.
За віковим діапазоном населення розподілялося таким чином: 21,3 % — особи молодші 18 років, 56,9 % — особи у віці 18—64 років, 21,8 % — особи у віці 65 років та старші. Медіана віку мешканця становила 47,4 року. На 100 осіб жіночої статі у переписній місцевості припадало 112,3 чоловіків;  на 100 жінок у віці від 18 років та старших — 105,8 чоловіків також старших 18 років.
Середній дохід на одне домашнє господарство  становив 50 195 доларів США (медіана — 27 292), а середній дохід на одну сім'ю — 75 253 долари (медіана — 60 625). За межею бідності перебувало 14,6 % осіб, у тому числі 25,0 % дітей у віці до 18 років та 7,1 % осіб у віці 65 років та старших.
Цивільне працевлаштоване населення становило 76 осіб. Основні галузі зайнятості: науковці, спеціалісти, менеджери — 22,4 %, сільське господарство, лісництво, риболовля — 11,8 %, транспорт — 10,5 %, виробництво — 10,5 %.